# Bohdan Massalski
Bohdan Massalski (zm. przed 7 maja 1634) – kniaź, sędzia ziemski wołkowyski.
Był przedstawicielem rodziny Massalskich, bocznej linii Rurykowiczów. Syn Michała Bohuszewica i jego żony Tomiły Wołłowiczówny. Brat Fryderyka, sędziego ziemskiego trockiego, i Janusza.
Identyfikuje się go z Bohdanem Massalskim, który 17 czerwca 1569 w Łucku złożył przysięgę na wierność Koronie. Deputat z Wołkowyska do trybunału w 1581. Podsędek wołkowyski od 1600. Sędzia ziemski wołkowyski od 29 grudnia 1625.
W 1584 zakupił część Ołtupowszczyny, a w 1602 dobra Choreszewicze w powiecie wołkowyskim. Po śmierci brata Fryderyka był opiekunem jego córek, Katarzyny, Aleksandry i Maryny.
Nie jest znana dokładna data śmierci Bohdana. Nie żył 7 maja 1634, kiedy sędzią ziemskim wołkowyskim w jego miejsce został Krzysztof Olędzki.
Poślubił Marynę Piotrównę Skrobotównę. Z tego małżeństwa pochodzili synowie Jerzy, Andrzej i Teodor (Fiodor). Nieznana z imienia córka Bohdana poślubiła Hieronima Jelca.